# Вулиця Татарська (Тернопіль)
Вулиця Татарська — вулиця в житловому масиві «Східний» міста Тернополя.

## Відомості
Розпочинається від проспекту Степана Бандери, пролягає на південь, згодом — на південний захід до Горбатого моста, де продовжується вулицею Замонастирською. На вулиці розташовані переважно приватні будинки. Зі сходу відгалужуються вулиці Глибока і Дівоча та провулок Івана Підкови.

## Комерція
- Продуктовий магазин (Татарська, 4)

## Транспорт
Рух дорогою до вулиці Глибокої — односторонній (лише в південному напрямку), далі — двосторонній. Дорожнє покриття — асфальт. Вулицею курсує маршрутне таксі №12, проте найближчі зупинки знаходяться на вулицях Глибокій (в напрямку ринку) та Дівочій (в напрямку масиву «Східний»).